# بوكل دو موهون
بوكل دو موهون هي إحدى المناطق الإدارية الثلاث عشر في بوركينا فاسو، أنشئت في في 2 يوليو 2001، ووصل عدد سكانها إلى 2,120,626 نسمة في 1 يوليو 2024.

```
تبلغ مساحتها 34,162 كم².
[
1
]
 تضم المنطقة 9.26% من سكان 
بوركينا فاسو
. عاصمتها هي ديدوجو.
```

## المقاطعات
1. بالي
2. بانوا
3. كوسي
4. موهون
5. نايالا
6. سورو[2]

## التركيبة السكانية حسب الجنس
حسب إحصاءات 2024، فإن عدد الذكور من إجمالي السكان 1,052,414 نسمة أي 49.6% من إجمالي السكان، وعدد الإناث 1,068,212 نسمة أي 50.4% من إجمالي السكان. 